# ويليام إي. ديفيس
ويليام إي. ديفيس (بالإنجليزية: William E. Davis)‏ هو لاعب كرة قدم أمريكية أمريكي، ولد في 15 فبراير 1929.